# Анатолій Деркач
Анатоль Дзеркач (справжнє ім'я: Анатолій Григорович Зимієнко, нар. (6 (18) квітня 1887, Турець, Новогрудський повіт, Мінська губернія, Російська імперія (зараз Корелицький район, Гродненська область, Білорусь — 5 вересня 1937, Мінськ) — білоруський поет, активіст білоруського руху в Російській імперії. У часи московсько-большевицької окупації — сатирик, гуморист, мемуарист. Редактор.
Жертва московсько-большевицького терору.

## Біографія
Закінчив народне училище у Новогрудку (1904).
Служив у земській та міській управах у Мінську. Член партії есерів. 1908 заарештований, відправлений у заслання.
Після Лютневої революції 1917 служив у мінських адміністративних органах Тимчасового уряду. Працював у газеті «Білоруське село»; з 1924 року — редактор сатиричного журналу «Дубинка» (додаток до газети «Зірка»); працював у газеті «Піонер Білорусі», журналі «Полум'я».
Член СП БРСР (з 1934).
Викрадений групою НКВД СССР 16 жовтня 1936 року; убитий у тюрмі.
Реабілітований самим комуністами 1957.

## Творчість
Дебютував у пресі у 1904 році; спочатку писав російською мовою. Працюючи у сатиричному жанрі, узяв собі псевдонім Анатолій Деркач. Писав твори для дітей. Перекладав з російської та української мов. Автор спогадів.

## Твори
- Про попів, про дяків, про селян-мужиків: Сатиричні вірші. Мн., 1925;
- Миколине господарство: Агро-поема. Мн., 1927;
- Наші приятелі. Мн., 1928;
- Звірі наших лісів. Мн., 1929;
- Бог удвох. Мн., 1930;
- Всім потроху …: Сатира та гумор: Вірші. Мн., 1930;
- Кочергою по образах. Мн., 1930;
- Окупація та інтервенція у Білорусі. М., 1932.